# Drigung-Kagyü-Linienhalter
Die Drigung-Kagyü-Linie entstand durch Jigten Sumgön (tib. 'jig rten gsum mgon; 1143–1217) aus der Familie Kyura (skyu ra), einen Schüler von Phagmodrupa. Er gründete 1179 das Kloster Drigung Thil in Tibet, das zum Stammsitz der Drigung-Kagyü wurde.

## Liste der Linienhalter
| Linienhalter | Name                                    | Umschrift nach Wylie              | Lebensdaten | Halten der Linie |
| ------------ | --------------------------------------- | --------------------------------- | ----------- | ---------------- |
| 1.           | Kyobpa Jigten Sumgön                    | skyob pa 'jig rten gsum mgon      | 1143–1217   | 1179–1217        |
| 2. (1.)      | Khenchen Tsultrim Dorje                 | mkhan chen tshul khrims rdo rje   | 1154–1221   | 1217–1221        |
| 3. (2.)      | On Sönam Drakpa                         | dbon bsod nams grags pa           | 1187–1235   | 1221–1235        |
| 4. (3.)      | Chenga Drakpa Jungne                    | spyan snga grags pa 'byung gnas   | 1175–1255   | 1235–1255        |
| 5. (4.)      | Chung Dorje Drakpa                      | gcung rdo rje grags pa            | 1210–1278   | 1255–1278        |
| 6. (5.)      | Thogkhawa Rinchen Senge                 | thog kha ba rin chen seng ge      | 1226–1284   | 1278–1284        |
| 7. (6.)      | Tsamche Drakpa Sönam                    | mtshams bcad grags pa bsod nams   | 1238–1286   | 1284–1286        |
| 8. (7.)      | Nub Chögo Dorje Yeshe                   | snubs chos sgo rdo rje ye shes    | 1223–1293   | 1286–1293        |
| 9. (8.)      | Chunyi Dorje Rinchen                    | gcu gnyis rdo rje rin chen        | 1278–1314   | 1293–1314        |
| 10. (9.)     | Nyergyepa Dorje Gyalpo                  | nyer brgyad pa rdo rje rgyal po   | 1284–1350   | 1314–1350        |
| 11. (10.)    | Chenga Chökyi Gyalpo                    | spyan snga chos kyi rgyal po      | 1335–1407   | 1351–1395        |
| 12. (11.)    | Goshri Döndrup Gyalpo                   | go shri don grub rgyal po         | 1369–1427   | 1395–1427        |
| 13. (12.)    | Dhakpowang Rinchen Wangyal              | bdag po wang rin chen dbang rgyal | 1395– ?     | 1427–1428        |
|              | Khenpo, Lopön, Chöpön (Regenten)        | mkhan po slob dpon chos dpon      |             | 1429–1435        |
| 14. (13.)    | Chögyal Rinchen Palsang                 | chos rgyal rin chen dpal bzang    | 1421–1469   | 1435–1469        |
| 15. (14.)    | Rinchen Chökyi Gyaltsen                 | rin chen chos kyi rgyal mtshan    | 1449–1484   | 1469–1484        |
| 16. (15.)    | Gyalwang Kunga Rinchen                  | rgyal dbang kun dga' rin chen     | 1475–1527   | 1484–1527        |
| 17. (16.)    | Gyalwang Rinchen Phuntsog               | rgyal dbang rin chen phun tshogs  | 1509–1557   | 1527–1534        |
| 18. (17.)    | Phagmo Rinchen Namgyal                  | phag mo rin chen rnam rgyal       | 1519–1576   | 1534–1565        |
| 19. (18.)    | Panchen Sönam Gyatso                    | pan chen bsod nams rgya mtsho     | 1527–1570   | 1565–1570        |
| 20. (19.)    | Chogle Namgyal                          | phyogs las rnam rgyal             | 1557–1579   | 1570–1579        |
| 21. (20.)    | Chögyal Rinchen Phuntsog                | chos rgyal rin chen phun tshogs   | 1547–1602   | 1579–1602        |
| 22. (21.)    | Nāro Tashi Phuntsog                     | nA ro bkra shis phun tshogs       | 1574–1628   | 1603–1615        |
| 23. (22.)    | Gyalwang Konchog Rinchen (1. Chetsang)  | rgyal dbang dkon mchog rin chen   | 1590–1654   | 1615–1626        |
| 24. (23.)    | Kunkhyen Rigzin Chödrak (1. Chungtsang) | kun mkhyen rig 'dzin chos grags   | 1595–1659   | 1626–1659        |
| 25. (24.)    | Konchog Thrinle Sangpo (2. Chetsang)    | dkon mchog 'phrin las bzang po    | 1656–1718   | 1661–1718        |
| 26. (25.)    | Thrinle Döndrup Chögyal (2. Chungtsang) | 'phrin las don grub chos rgyal    | 1704–1754   | 1718–1747        |
| 27. (26.)    | Konchog Tenzin Drodul (3. Chetsang)     | dkon mchog bstan 'dzin 'gro 'dul  | 1724–1766   | 1747–1766        |
| 28. (27.)    | Tenzin Chökyi Nyima (3. Chungtsang)     | bstan 'dzin chos kyi nyi ma       | 1755–1792   | 1766–1788        |
| 29. (28.)    | Tenzin Peme Gyaltsen (4. Chetsang)      | bstan 'dzin pad ma'i rgyal mtshan | 1770–1826   | 1788–1810        |
| 30. (29.)    | Tenzin Chökyi Gyaltsen (4. Chungtsang)  | bstan 'dzin chos kyi rgyal mtshan | 1793–1826   | 1810–1826        |
|              | Lhochen Chökyi Lodrö (Regent)           | lho chen chos kyi blo gros        | 1801–1859   | 1827–1832        |
| 31. (30.)    | Konchog Chönyi Norbu (5. Chungtsang)    | dkon mchog chos nyid nor bu       | 1827–1865   | 1832–1865        |
| 32. (31.)    | Konchog Thukje Nyima (5. Chetsang)      | dkon mchog thugs rje nyi ma       | 1828–1885   | 1865–1871        |
| 33. (32.)    | Tenzin Chökyi Lodrö (6. Chungtsang)     | bstan 'dzin chos kyi blo gros     | 1868–1906   | 1871–1906        |
| 34. (33.)    | Tenzin Shiwe Lodrö (6. Chetsang)        | bstan 'dzin zhi ba'i blo gros     | 1886–1943   | 1906–1943        |
| 35. (34.)    | Tenzin Chökyi Jungne (7. Chungtsang)    | bstan 'dzin chos kyi 'byung gnas  | 1909–1940   | 1927–1940        |
|              | Tritsab Tenzin Thubten (Regent)         | khri tshab bstan 'dzin thub bstan | 1924–1979   | 1943–1955        |
| 36. (35.)    | Tenzin Chökyi Nangwa (8. Chungtsang)    | bstan 'dzin chos kyi snang ba     | 1942–       | 1955–            |
| 37. (36.)    | Tenzin Thrinle Lhündrub (7. Chetsang)   | bstan 'dzin 'phrin las lhun grub  | 1946–       | 1958–            |